# Písečný přesyp u Vlkova

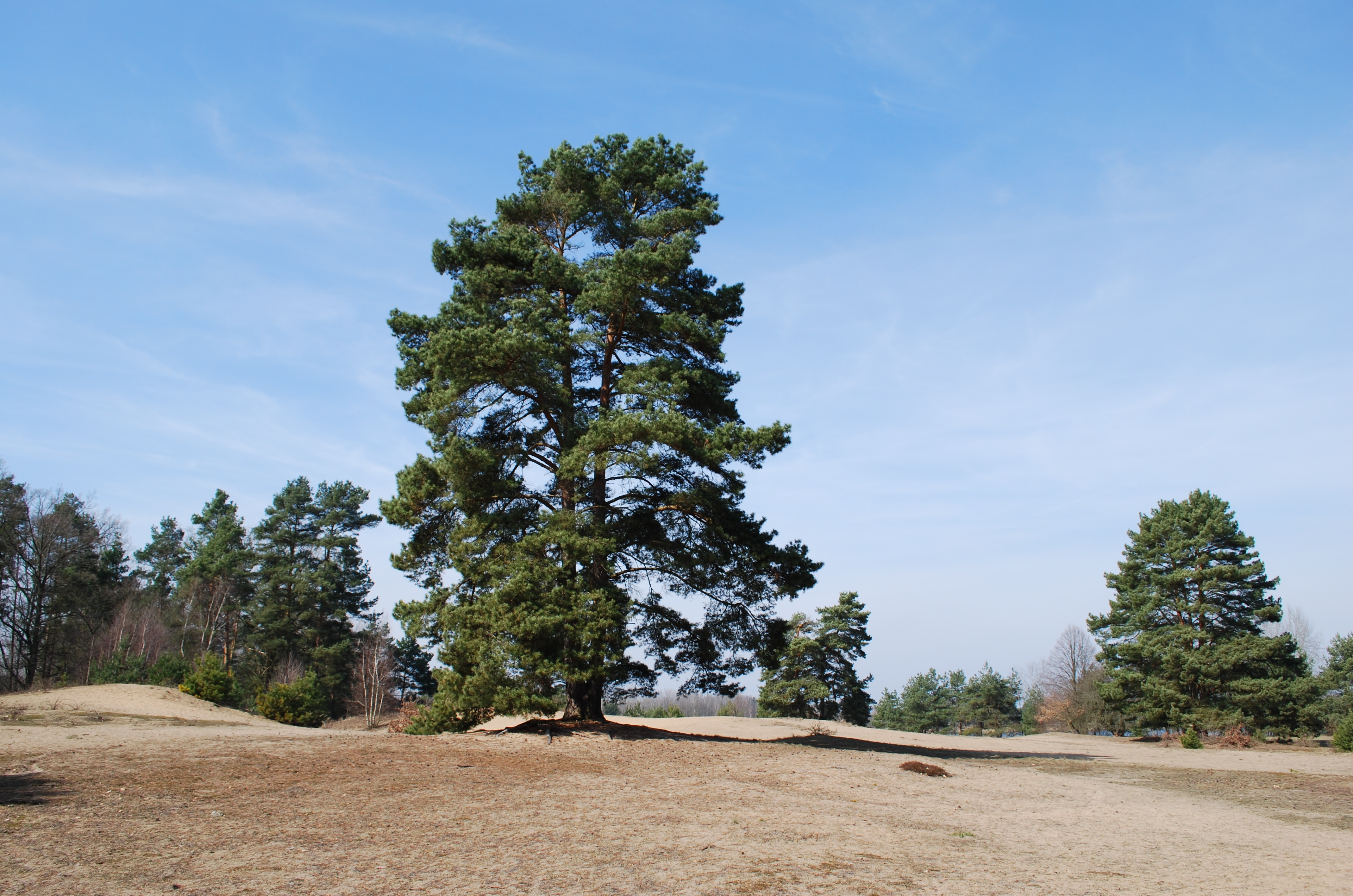
Písečný přesyp u Vlkova

Písečný přesyp u Vlkova či Pískový přesyp u Vlkova je přírodní rezervace a evropsky významná lokalita Natura 2000, která se nachází v okrese Tábor v Jihočeském kraji. Jedná se o vátý písek s dunami a výskytem vzácných pískomilných rostlin. Území je vyhlášeno od 21. května 1954 jako přírodní rezervace s rozlohou 0,8 ha. Rezervace je v péči AOPK ČR – regionálního pracoviště Jižní Čechy, oddělení Správa CHKO Třeboňsko.

## Charakteristika lokality
V oblasti je možné pozorovat jedno z mála míst v jižních Čechách, kde se vyskytují váté písky nepokryté vegetací. Vítr transportuje nezpevněný písčitý materiál, který tvoří duny. Písčité vrcholky vystupují 4 až 6 metrů nad okolní krajinu a jsou dobře viditelné i zdálky. Písečný přesyp byl vytvořen navátím písků ke konci pleistocénu. Zdrojem písku se staly starší pleistocenní fluviální písky a štěrky.
Charakter přesypu je ohrožován eutrofizací způsobovanou přenosem půdních částic z okolních polí a opadem organické hmoty z dřevin, které na druhou stranou lokalitu od okolních polí oddělují. Součástí managementu je proto likvidace náletových dřevin a odstraňování jejich opadu.

### Flóra a fauna
K rostlinám, které se místy vyskytují v prostoru chráněného pásma, patří nahoprutka písečná, kolenec Morisonův nebo paličkovec šedavý. Kromě nich ojedinělé prostředí využívají některé druhy pískomilného hmyzu - blanokřídlé pískorypky, kutilky a hrabalky nebo dvoukřídlé váhalky. Právě z této lokality byly také poprvé popsány poskočilka Dinocarsis hoffleri a mšice Aphis succisae.

## Poloha
Přesyp se nachází na katastru Vlkova při severozápadním okraji CHKO Třeboňsko přibližně 4 km jihojihovýchodně od Veselí nad Lužnicí poblíž železniční trati č. 226 Veselí nad Lužnicí - Třeboň v těsné blízkosti jižního břehu Vlkovské pískovny. Kolem přírodní rezervace vede žlutá turistická cesta. Do oblasti památky v rámci její ochrany platí zákaz vstupu.